# Göta kanal 2 – kanalkampen
Göta kanal 2 – kanalkampen är en svensk komedifilm som hade biopremiär i Sverige den 25 december 2006 i regi av Pelle Seth med Janne ”Loffe” Carlsson, Eva Röse, Danilo Bejarano och Rafael Edholm i huvudrollerna.

## Handling
Efter 25 år finns Anderssons båtvarv kvar, fortfarande jagad av samme nitiske, men otursförföljde kronofogde. TV-producenten Vonna Jigert vill nu att Andersson ställs mot ett italienskt företag och deras båt Fortuna i en kapplöpning längs Göta kanal – i direktsändning. Tävlingen sänds som en dokusåpa. Samme gänglige kanotist som för 25 år sedan har också kanotsemester på kanalen när tävlingen drar igång.

## Om filmen
Filmen hade världspremiär på Royalbiografen i Motala 11 december 2006, inför 300 inbjudna gäster medan den reguljära biopremiären skedde över hela Sverige den 25 december samma år. 
Manuskriptet är skrivet av Bengt Palmers. Göran Lindström och Anders Birkeland var producenter för filmen. Flera stora svenska skådespelare dyker upp i små roller i filmen, bland annat Peter Haber som en välklädd grävmaskinist, Allan Svensson och Kjell Bergqvist som slusstekniker.
Producenten Anders Birkeland konstaterade att filmen inte är av den ”recensionskänsliga” typen. Trots medelmåttiga recensioner tycks filmen ha blivit en kommersiell framgång. Tio dagar efter premiären, som ägde rum på juldagen 2006, hade filmen visats för 400 000 tittare på 168 biografer och därmed gått runt ekonomiskt. Enligt statistik från Svenska Filminstitutet sågs filmen av totalt 833 905 biobesökare och intäkterna uppgick till drygt 65 miljoner kronor.

## Rollista (i urval)

### Ombord på Lena 2
- Eva Röse – Petra Andersson
- Henrik Lundström – Basse Andersson
- Nadine Kirschon – Fia

### Ombord på Fortuna
- Rafael Edholm – Benito
- Danilo Bejarano – Sergio
- Linus Wahlgren – Filip

### Övriga roller
- Janne ”Loffe” Carlsson – Janne Andersson
- Pino Ammendola – Dario
- Lena Endre – Vonna Jigert
- Magnus Härenstam – Peter Black, kronofogde
- Pia Johansson – Rita Lundin
- Svante Grundberg – kanotisten
- Henrik Dorsin – tv-reporter
- Johan Rabaeus – Isidor Hess, VD på Tricks Television
- Peter Lorentzon – Patrik Hess, son till Isidor
- Morgan Alling – Röde Börje, tekniker
- Peter Haber – man i grävmaskin
- Regina Lund – tvillingarna
- Allan Svensson – slussvakt i Sjötorp
- Kjell Bergqvist – slussvakt
- Görel Crona – slussvaktsfrun
- Johan Wahlström – inspektör
- Claes Månsson – seglare
- Fredrik Swahn – sångare i bandet som spelar på efterfesten
- Julia Dufvenius – kassörska
- Magdalena In de Betou – bondkvinna
- Mats Bergman – mjölkbonde
- Kim Anderzon – Lena
- Christopher Wollter - MC-polis

## Båtar
Båtarna som används i filmen är Anytec 840FBF (”Lena 2”) och Windy 32 Grand Tornado (”Fortuna”).

### Fotnoter
1. ↑  ”Göta Kanal 2 - kanalkampen”. Svensk filmdatabas. 25 december 2006. Arkiverad från originalet den 2 februari 2017. https://web.archive.org/web/20170202002415/http://www.sfi.se/sv/svensk-filmdatabas/Item/?itemid=61499&type=MOVIE&iv=Basic. Läst 21 september 2016.
2. ↑  ”"Göta kanal" kan bli trilogi”. Helsingborgs dagblad. 11 december 2006. http://www.hd.se/2006-12-11/gota-kanal-kan-bli-trilogi. Läst 21 september 2016.
3. ↑  Pengarna tillbaka på Göta Kanal 2 Arkiverad 11 december 2013 hämtat från the Wayback Machine.. Affärsvärlden, 2007-01-04.